# Brémai főpályaudvar
A brémai főpályaudvar, (németül Bremen Hauptbahnhof) Németországban, Bréma tartomány és város legfontosabb, központi pályaudvara. Észak-Németország harmadik legforgalmasabb vasúti csomópontja a hamburgi és a hannoveri állomások mögött. A német vasútállomáskategória második osztályába tartozik, ebben a kategóriában 77 német főpályaudvar található.
Jelentős az ICE, InterCity, EuroCity, távolsági, valamint az éjjeli és ingázó vonatok száma. Kilenc személyforgalmú vágányon naponta 120 000 utas, 100 távolsági és 410 helyi jellegű szerelvény az állomás mutatói. A főpályaudvar a város központi, intermodális közlekedési csomópontja, az állomás előtti térre futnak be a helyi tömegközlekedési járművek, a BSAG villamosai és buszai, valamint a helyközi közlekedési egyesülés, a VBN járművei is.

## Története

### Staatsbahnhof

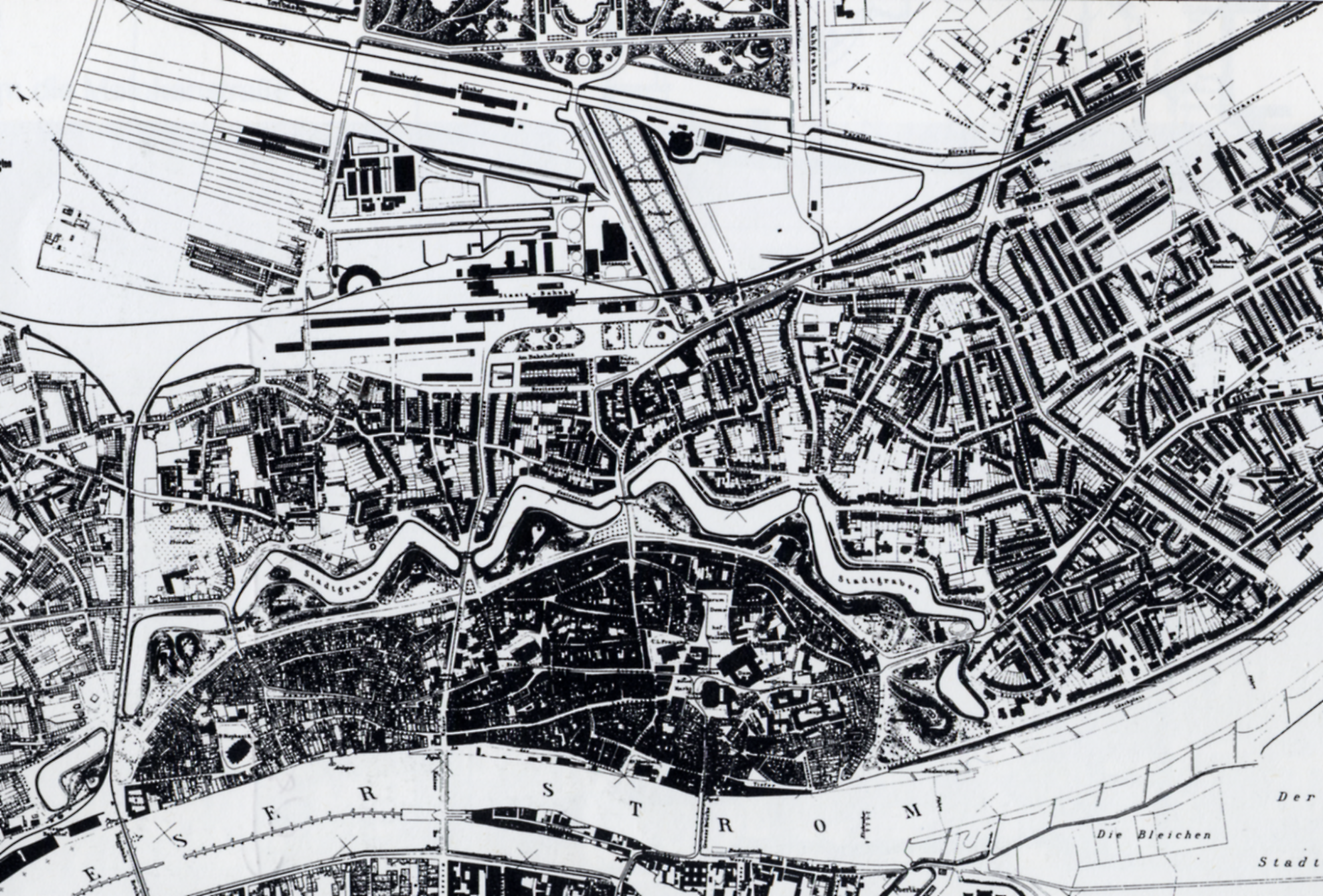
1884-ben, észak felől: Bürgerpark, Hamburger Bahnhof, Staatsbahnhof

Brémában az első pályaudvart 1847-ben építette a Bréma-Hannover vasútvonal tulajdonosa, a Königlich Hannöversche Staatseisenbahnen (magyarul kb. Királyi Hannoveri Államvasutak) a mai főpályaudvar helyén. A következő években a kiindulási pontja lett a további vonalnyitásoknak: Bréma-Bremerhaven, Bréma-Oldenburg és az uelzeni vonalnak.

### Hamburger Bahnhof
Amikor a Köln-Mindener Eisenbahn-Gesellschaft (KME) (magyarul: Köln-mindeni Vasúttársaság) 1873 májusában elérte a Hamburg-Venloer Bahn (magyarul: Hamburg-venloreni Vasút)-tal Brémát, a régi vasútállomás túlterhelt lett, mivel csak átmeneti megoldással azt közösen használták. Még ezen év augusztus 16-án nyitotta meg a KME az új, saját vasútállomását közvetlenül Staatsbahnhoftól északra, a mai Stadthalle helyén, Hamburger Bahnhof néven, de használták a „Venloer Bahnhof“ és „Parkbahnhof“ nevet is.

### Hauptbahnhof
Az 1870-es években azt tervezték, hogy a pályaudvart egy „ékpályaudvarrá” (német nyelven: Keilbahnhof) építik át ott, ahol a Hamburg-Venloeri vasút és a Hannoveri Államvasutak pályái elágaznak. Ezen tervek dugába dőltek a gazdasági krízis miatt, így az átalakítás meghiúsult. 1880 után újra elkezdődtek a munkálatok. Az épületet Hubert Stier tervezte, a szobrokat, faragványokat Diedrich Samuel Kropp és Carl Dopmeyer. A pályaudvarral együtt átépítették a Hamburg felé vezető pályát is, amit a pályaudvartól északra egy új kanyarral kapcsoltak a régi vágányokhoz. 1907-ben még további vágánybővítéseket is végeztek az új állomáson. A régi Hamburger Bahnhofot ezután lebontották, az épület egyes részei 1954-ig egy helyi érdekű kisvasút, a Bréma-Tarnstedt vonalat szolgálta. A pályaudvart 1964-ben villamosították.
A 2000-es évektől felújították, az alagút jobb és bal oldalán egyaránt üzletek vannak. Középen találhatók a felvonók, amit a mozgáskorlátozottak is használhatnak. Sok automata jegykiadó, szelektív hulladékgyűjtő is elhelyezésre került. Az épület két végén a vakok számára készült jelmagyarázatok találhatóak. Jelen állapotában Németország egyik legkorszerűbb pályaudvarának számít.

## Vágányok és állomáscsarnok

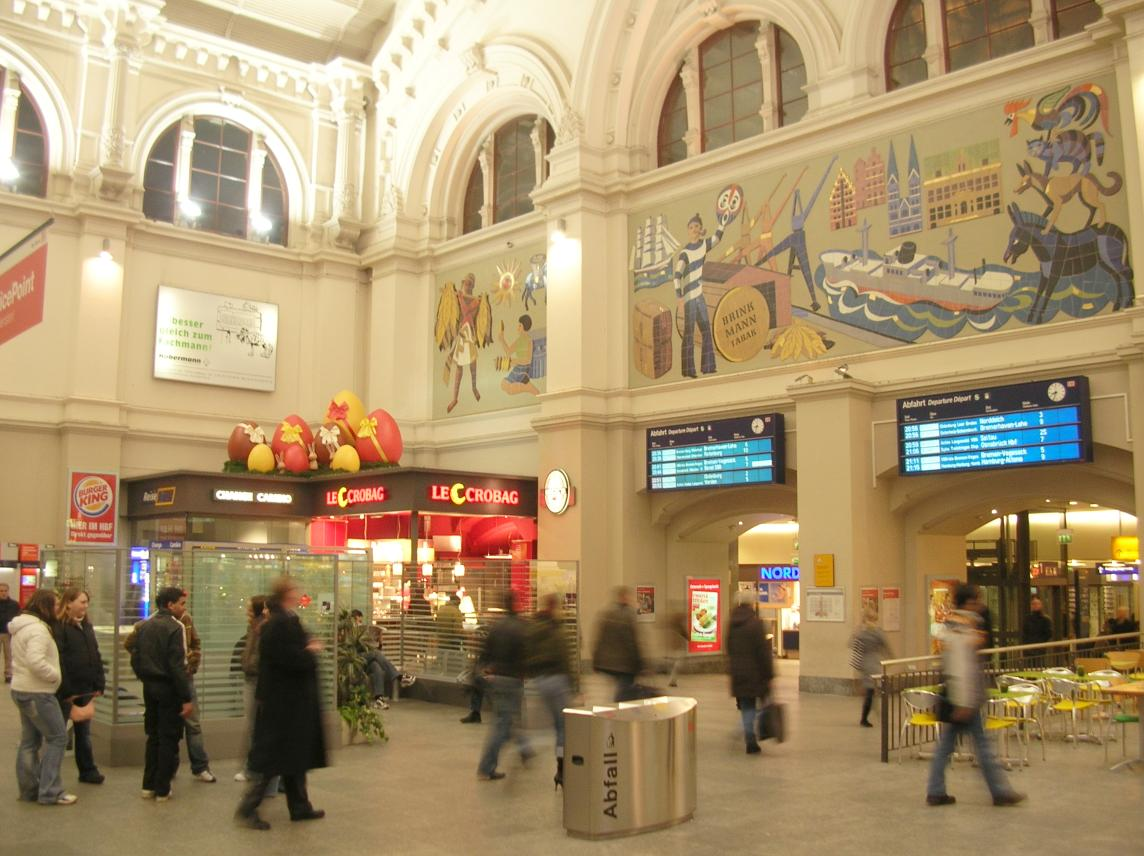
A pályaudvar csarnoka

A brémai főpályaudvar egy északnyugat-délkelet irányú tájolású átmenő-pályaudvar (vagyis nem fejpályaudvar, mint mondjuk a Keleti vagy Nyugati pályaudvar), így a vonatokat nem kell mindig fordítgatni, vasutas nyelven szólva „körüljáratni”. 9 vágánya van a személyforgalom számára, ebből 7 a csarnokon belül, 2 azon kívül található. A teherforgalom számára 2 vágány van fenntartva, szintén a csarnokon belül.
Délkeleti irányban a pályaudvarnál záródik egy hatvágányos pályatest Osnabrück és Hannover irányába, amely 5 kilométerre keleti irányban, Hastedtnél válik szét egymástól. Északnyugati irányba tart egy darabig együtt halad a vegesacki, bremerhaveni és hamburgi vonal, majd először egy hosszú balkanyarral az oldenburgi vonal ágazik el, ami aztán áthalad a Weseren és Neustadton át jut ki a városból. A hamburgi vonal egy erős keleti-délkeleti irányt vesz, úgy tart Németország második legnagyobb városa felé. A Vegesack-Bremerhaven vonal majd csak a városon kívül ágazik el egymástól, addig közösen északi irányban haladnak rajta a vonatok.

## A felvételi épület és az alagút

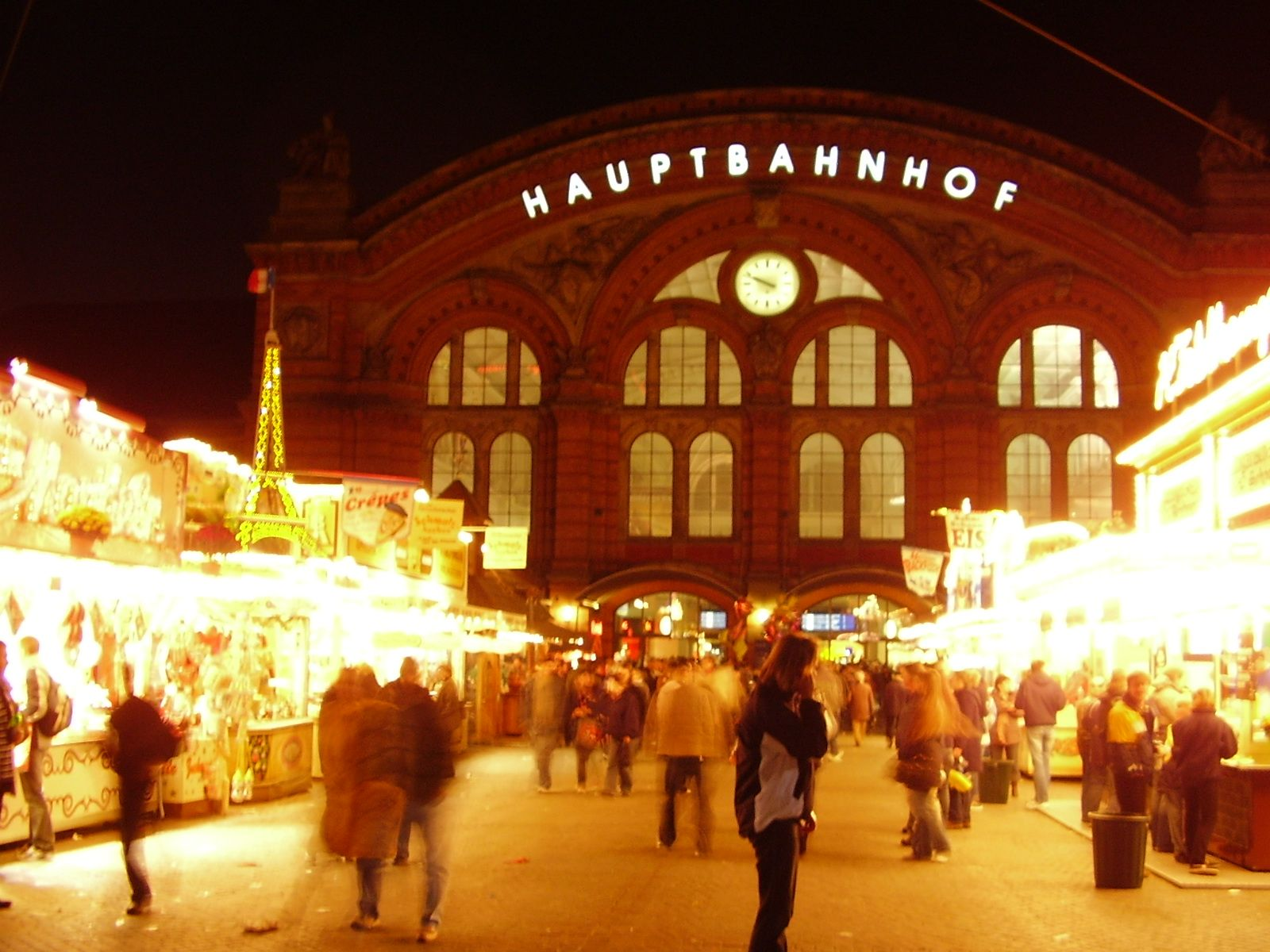
A főpályaudvar a Freimarkt idején, éjjel

A felvételi épület a vágányok déli oldalán található. Többször is át lett alakítva, azonban az alapelv változatlan maradt. 1973-ban műemléki védelem alá került.
2000-ig három, egymás mellett haladó alagút vezetett a vágányokhoz, a poggyászalagút közepén a felvonókkal, attól balra és jobbra az utasok számára fenntartott alagutak, valaha minden vágányhoz lépcsőkkel. Miután a poggyászszállító kocsikat megszüntették, feleslegessé vált a három alagút fenntartása, így egyesítették őket a ma is látható formára.
Az 1900-as években volt építettek egy különleges felvételi épületet is a kivándorlók számára, akik Bremerhavenből indultak útnak. Ez a rész a pályaudvar keleti felén volt található. 2000 után InterCity hotelként üzemelt tovább. Ebből az egykori részből (Lloydbahnhof) vezetett a Llyod-alagút a vágányokhoz. Később ez az átjárót mint a Gustav-Detjen-Allee gyalogosalagútját használták. Mióta megnyílt a hotel, az alagutat többé már nem veheti igénybe a közforgalom. A felvételi épület nyugati részén 2003 óta egy kerékpártároló áll, amolyan P+R rendszerben, az agglomerációban élő lakosok éjjel itt tárolják a biciklijüket, majd a városba vasúton beérve ezzel folytatják útjukat.

## Galéria
A frontoldalon 3 különféle domborművet is láthat az ember magasan, a pályaudvar oldalfalán.

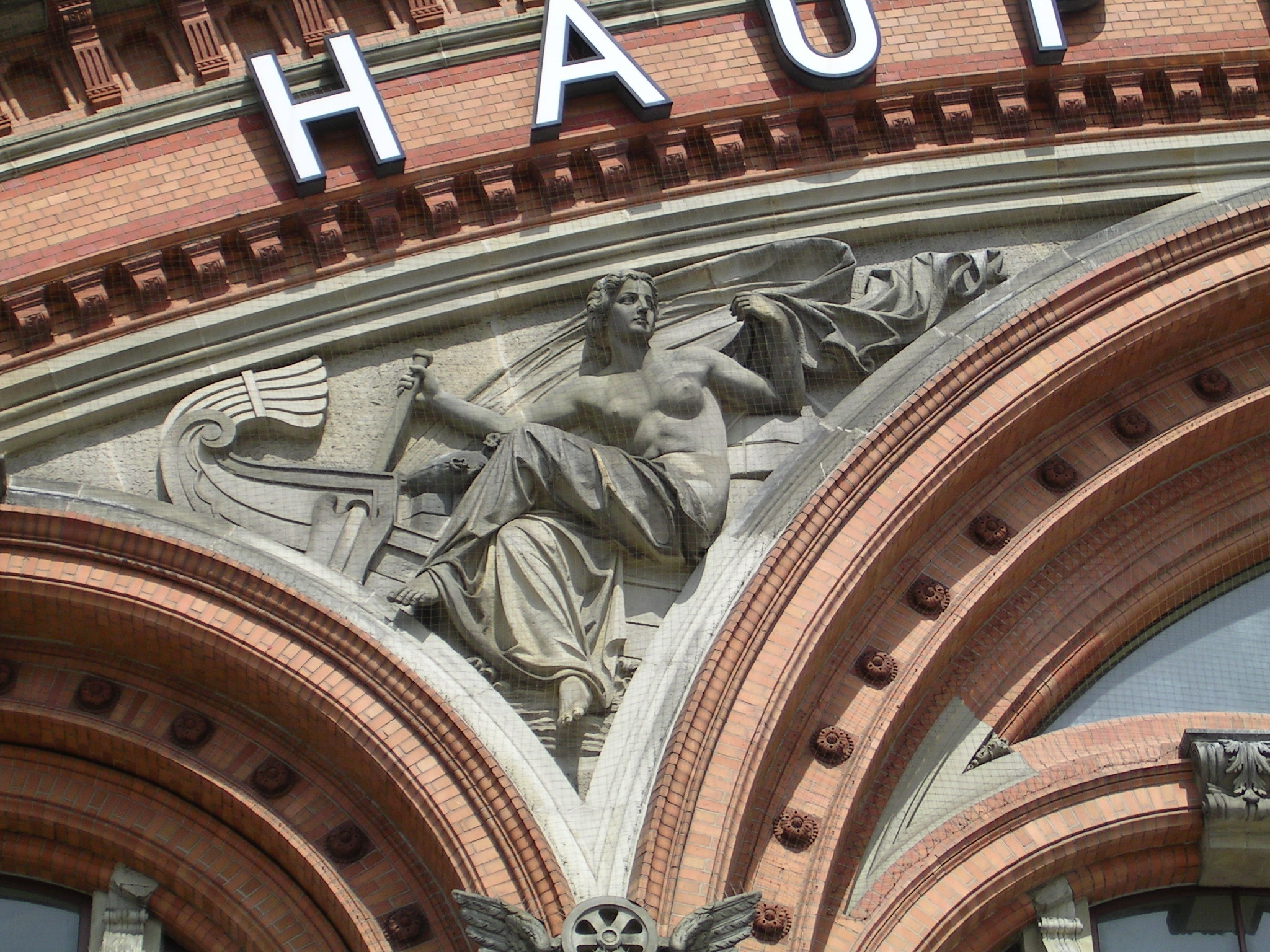
Baloldalt: Hajózás
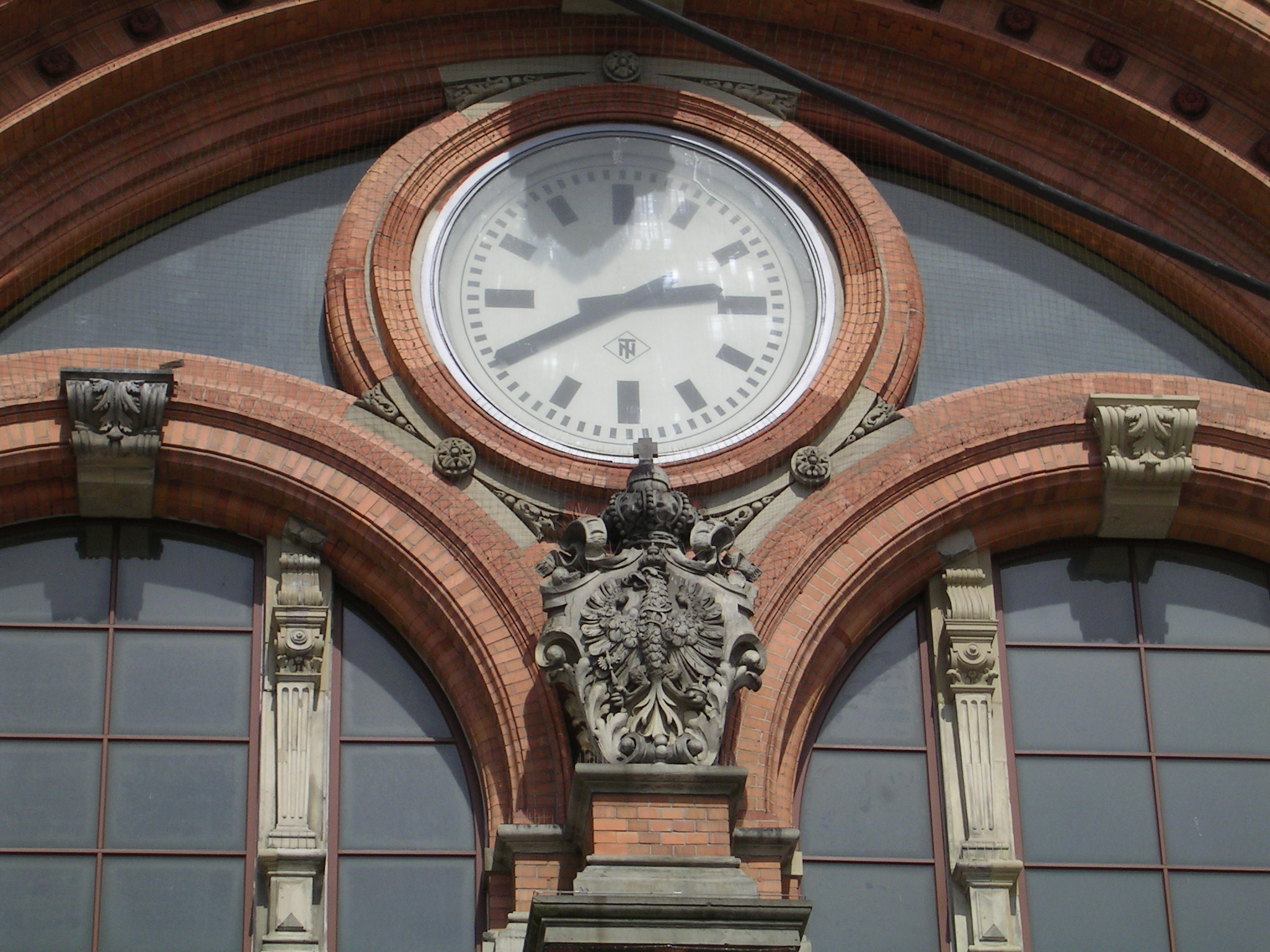
Középen: Birodalmi Sas (Reichsadler)
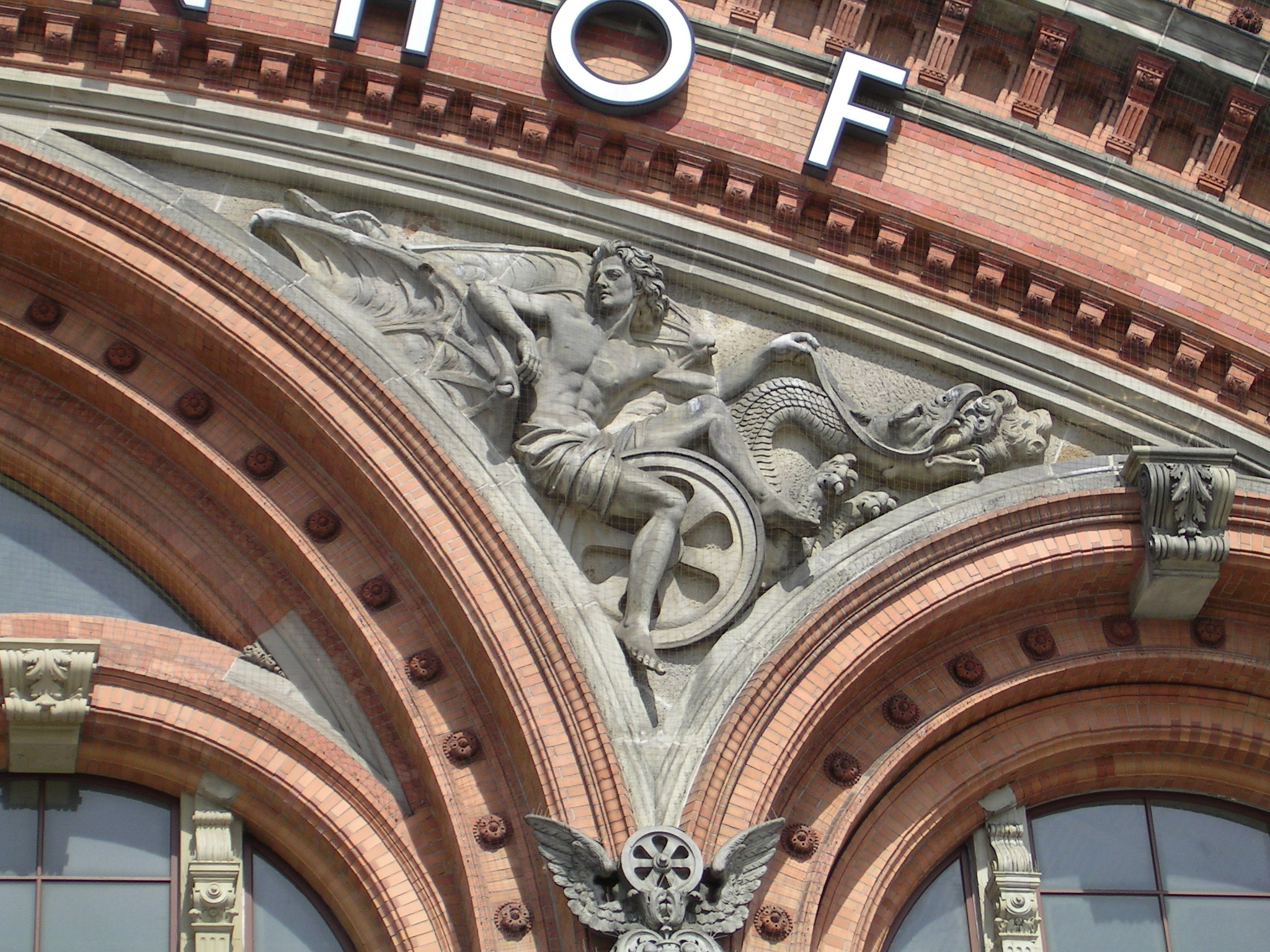
Jobb oldali: Vasút

A tornyokon láthatóak Hamburg, Bréma és Köln címere, a három városé, amit a megnyitott vasútvonal egykoron elsőként összekötött.

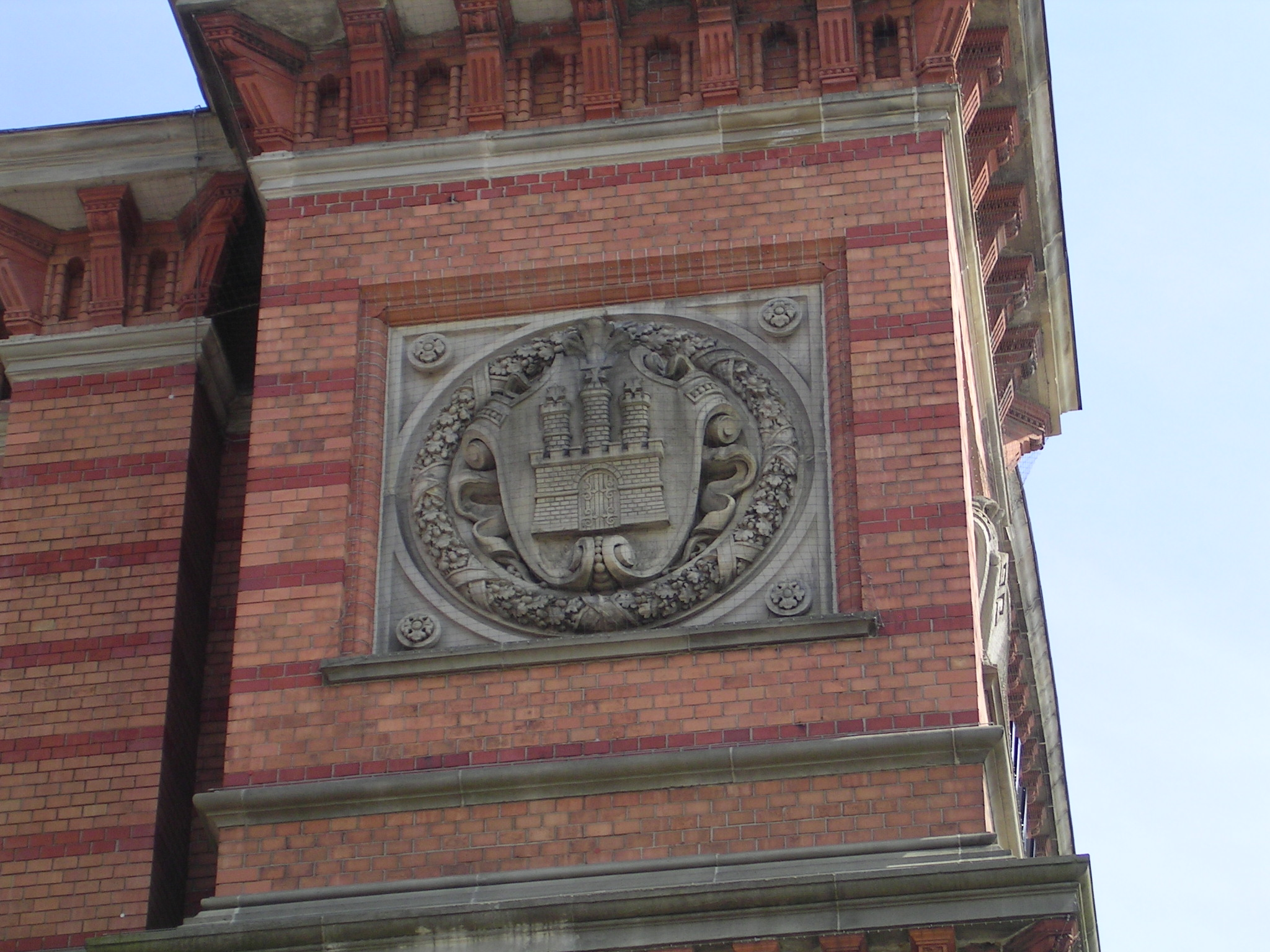
Hamburg címere
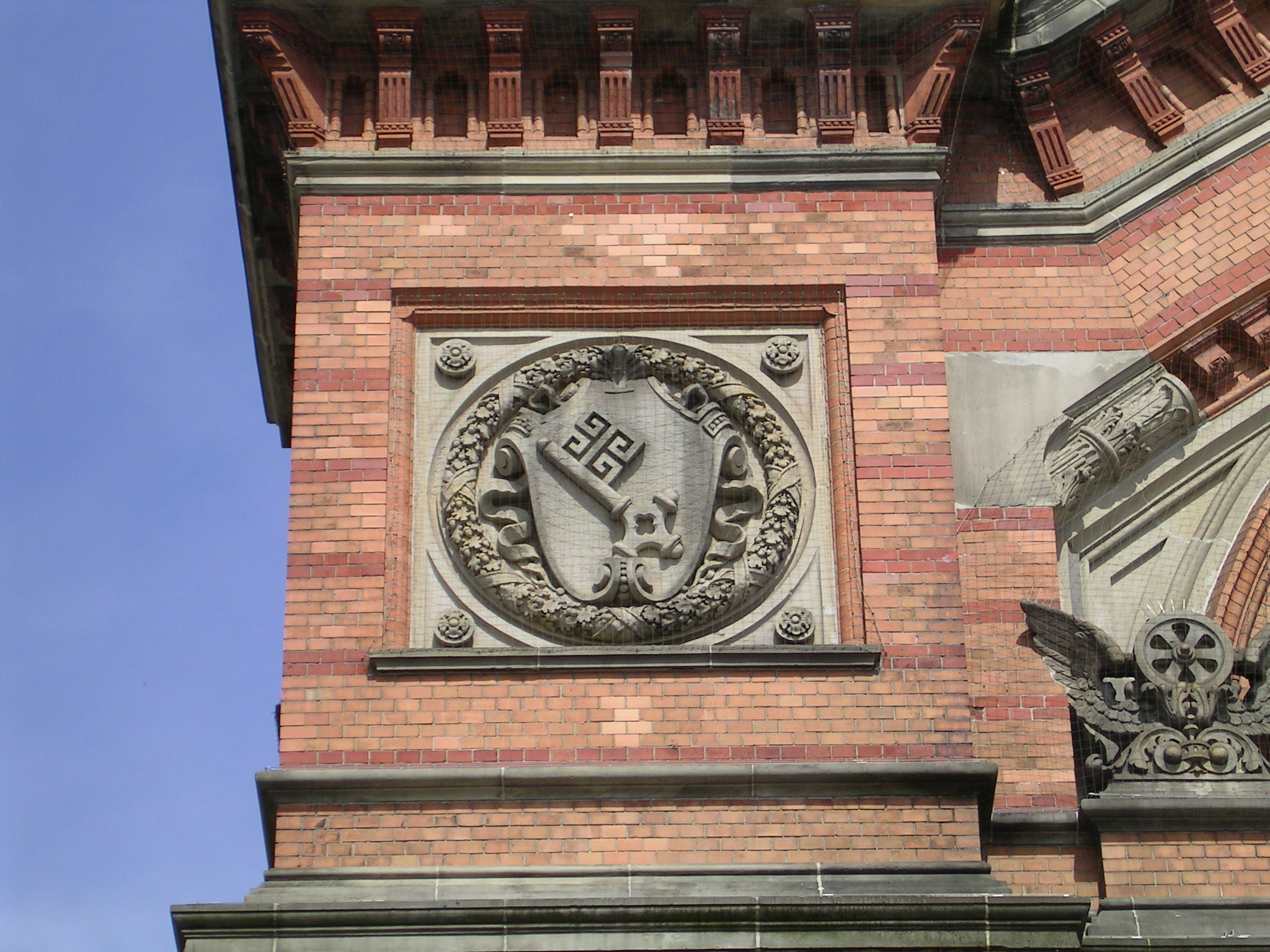
Bréma címere
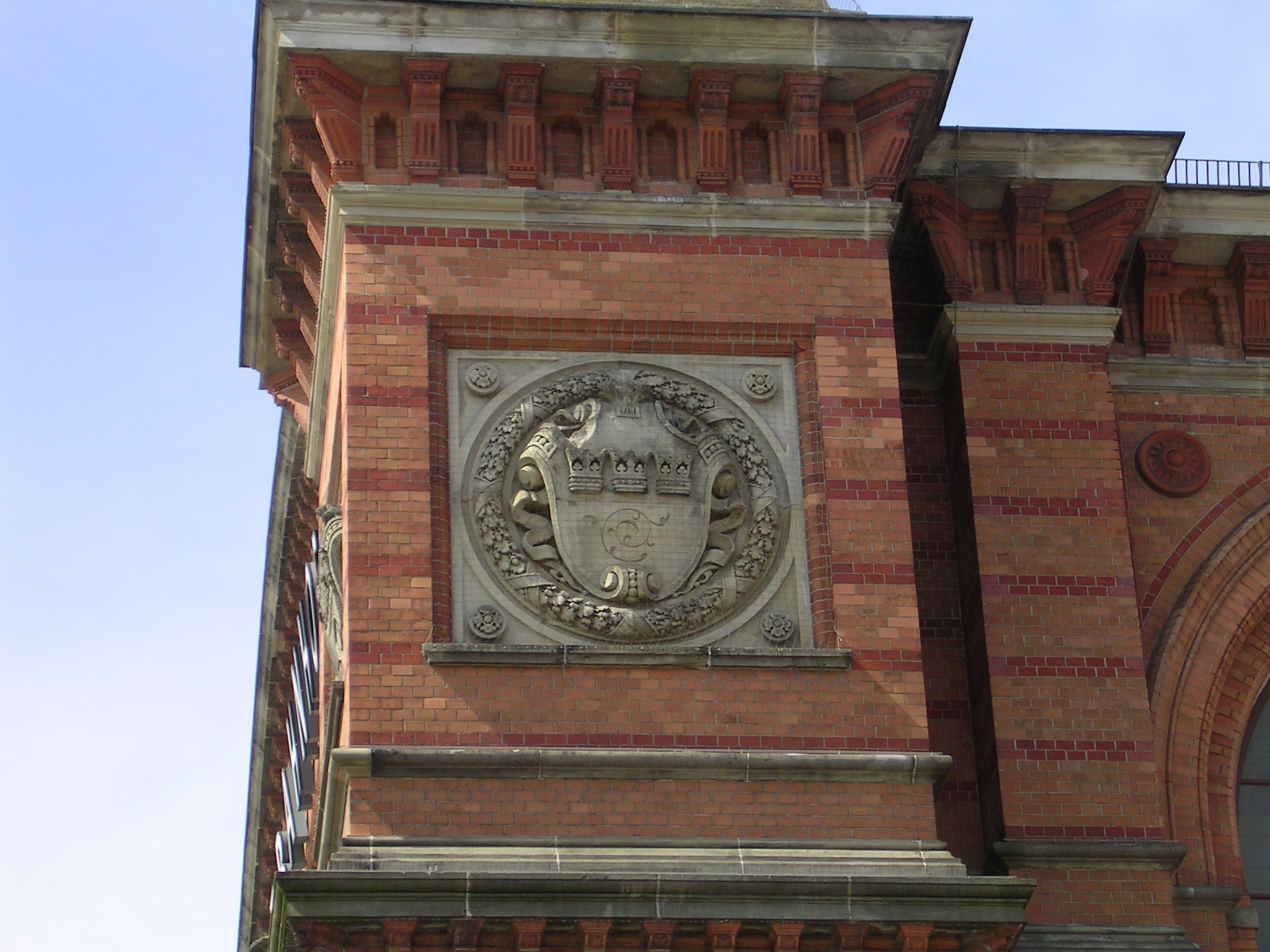
Köln címere

## Forgalom

### Távolsági járatok
| Járat  | Útvonal | Ütem (percben)   | EVU            |
| ------ | --- | ---------------- | -------------- |
| ICE 10 | Berlin Ostbahnhof – Wolfsburg – Hannover – Bremen – Oldenburg                                                        | Bizonyos vonatok | DB Fernverkehr |
| ICE 22 | Frankfurt – Kassel-Wilhelmshöhe – Göttingen – Hannover – Bremen – Oldenburg                                          | Bizonyos vonatok | DB Fernverkehr |
| ICE 25 | Bremen – Hannover – Kassel-Wilhelmshöhe – Würzburg – Ingolstadt – München                                            | 120              | DB Fernverkehr |
| ICE 42 | Hamburg – Bremen – Münster – Dortmund – Wuppertal – Köln – Frankfurt – Stuttgart – Ulm – München                     | Bizonyos vonatok | DB Fernverkehr |
| IC 26  | Passau – Regensburg – Nürnberg – Würzburg – Hannover – Bremen – Hamburg                                              | Bizonyos vonatok | DB Fernverkehr |
| IC 30  | Hamburg – Bremen – Osnabrück – Münster – Dortmund – Duisburg – Düsseldorf – Köln – Bonn – Mannheim – Stuttgart       | 120              | DB Fernverkehr |
| IC 31  | Hamburg – Bremen – Osnabrück – Münster – Dortmund – Wuppertal – Köln – Bonn – Mainz – Frankfurt                      | 120              | DB Fernverkehr |
| IC 56  | Norddeich Mole – Emden – Leer – Oldenburg – Bremen – Hannover – Braunschweig – Magdeburg – Halle – Leipzig           | 120              | DB Fernverkehr |
| EC     | Hamburg – Bremen – Osnabrück – Münster – Dortmund – Düsseldorf – Köln – Karlsruhe – Freiburg – Basel – Zürich – Chur | Bizonyos vonatok | DB Fernverkehr |

- Westerland, Schwerin, Rostock, Stralsund, Greifswald, Ostseebad Binz (IC 30)
- Dresden, Potsdam, Lübben, Cottbus (IC 56)

#### Regionális járatok
| Járat | Útvonal                                                               | Ütem (percben)                                                                       | EVU           |
| ----- | --------------------------------------------------------------------- | ------------------------------------------------------------------------------------ | ------------- |
| RE    | Norddeich Mole – Emden – Oldenburg – Bremen – Nienburg – Hannover     | 120                                                                                  | DB Regio Nord |
| RE    | Bremerhaven-Lehe – Bremerhaven – Bremen – Nienburg – Hannover         | 120                                                                                  | DB Regio Nord |
| RE    | Bremerhaven-Lehe – Bremerhaven – Bremen – Diepholz – Osnabrück        | 120 Bremerhaven-Lehe–Bremen 060 Bremen–Osnabrück                                     | DB Regio Nord |
| ME    | Bremen – Rotenburg (Wümme) – Tostedt – Buchholz (Nordheide) – Hamburg | 030                                                                                  | metronom      |
| erx   | Bremen – Soltau – Uelzen                                              | 120                                                                                  | Erixx         |
| NWB   | Bremen – Delmenhorst – Hude – Oldenburg – Wilhelmshaven               | 1–3 vonatpár                                                                         | NordWestBahn  |
| NWB   | Bremen – Delmenhorst – Wildeshausen – Vechta – Osnabrück              | 060                                                                                  | NordWestBahn  |
| RS 1  | Verden – Bremen – Bremen-Vegesack – Bremen-Farge                      | 060 in der HVZ 30 Verden–Bremen 030 in der HVZ 15 Bremen–Vegesack 030 Vegesack–Farge | NordWestBahn  |
| RS 2  | Twistringen – Bremen – Osterholz-Scharmbeck – Bremerhaven-Lehe        | 060                                                                                  | NordWestBahn  |
| RS 3  | Bremen – Delmenhorst – Hude – Oldenburg – Bad Zwischenahn             | 060                                                                                  | NordWestBahn  |
| RS 4  | Bremen – Delmenhorst – Brake – Nordenham                              | 060                                                                                  | NordWestBahn  |

## Fordítás
- Ez a szócikk részben vagy egészben  a   Bremen Hauptbahnhof című német Wikipédia-szócikk ezen változatának fordításán alapul.  Az eredeti cikk szerkesztőit annak laptörténete sorolja fel. Ez a jelzés csupán a megfogalmazás eredetét és a szerzői jogokat jelzi, nem szolgál a cikkben szereplő információk forrásmegjelöléseként.